# 大宅麻呂
大宅 麻呂 （おおやけ の まろ、生没年不詳）は、飛鳥時代の貴族。姓は朝臣。冠位は直広肆・鋳銭司。

## 出自
大宅氏は和珥氏の後裔とされる皇別氏族。氏の呼称は、和珥氏の本拠地であった大和国添上郡大宅郷（奈良市古市町）の地名にに由来する。

## 経歴
持統天皇3年（689年）竹田王・土師根麻呂・藤原不比等・当麻桜井・穂積山守・中臣意美麻呂・巨勢多益須・大神安麻呂とともに判事に任ぜられる（この時の冠位は直広肆（従五位下相当））。持統天皇8年（694年）台八嶋・黄文本実とともに鋳銭司に任命された。

## 官歴
『日本書紀』による。
- 時期不詳：直広肆
- 持統天皇3年（689年） 2月26日：判事
- 持統天皇8年（694年） 3月2日：鋳銭司